# At Night, Alone.
At Night, Alone. è il secondo album in studio del cantante statunitense Mike Posner, pubblicato nel 2016.

## Tracce
1. At Night, Alone. – 0:10
2. I Took a Pill in Ibiza – 4:40
3. Not That Simple – 3:54
4. Be As You Are – 3:53
5. In the Arms of a Stranger – 3:47
6. Silence (feat. Labrinth) – 4:18
7. Iris – 3:31
8. Only God Knows – 2:45
9. Jade – 3:41
10. One Hell of a Song – 3:16
11. Buried in Detroit – 4:08
12. Thank You – 0:08
13. I Took a Pill in Ibiza (SeeB Remix) – 3:17
14. Not That Simple (Kyle Tree Remix) – 3:27
15. Be As You Are (JordanXL Remix) – 3:23
16. In the Arms of a Stranger (Brian Kierulf Remix) – 3:27
17. Silence (Sluggo x Loote Remix) (feat. Labrinth) – 3:09
18. Buried in Detroit (Lucas Löwe Remix) (feat. Big Sean) – 3:23